# Thrashing Machine
Thrashing Machine es el nombre del primer EP de estudio de la banda salvadoreña Berserk de Thrash metal. Fue lanzado el 19 de diciembre de 2008.

## Lista de canciones
Todas las canciones escritas por Berserk a menos que se indique. Toda la música compuesta por Berserk.
1. "Mango's Fury (Intro)" 00:56
2. "Berserk"              03:50
3. "Living A Lie"         02:16
4. "Thrash Attack"        02:55
5. "World's Police"       03:35*
6. "Beast Of Darkness"    03:40

Total playing time	17:11
- Track 5 fue escrita por Gerardo Ortiz and Manuel Paredes.

## Trivia
- Thrashing Machine es un juego de palabras entre wash (lavar) y Thrash.
- El arte de la portada fue hecha por Juan "Morza" Morales, un amigo de la banda.
- Una de las perras Dobermann de Edson se muestra atrás de la "i" en Machine en la portada.